# Salz für die See

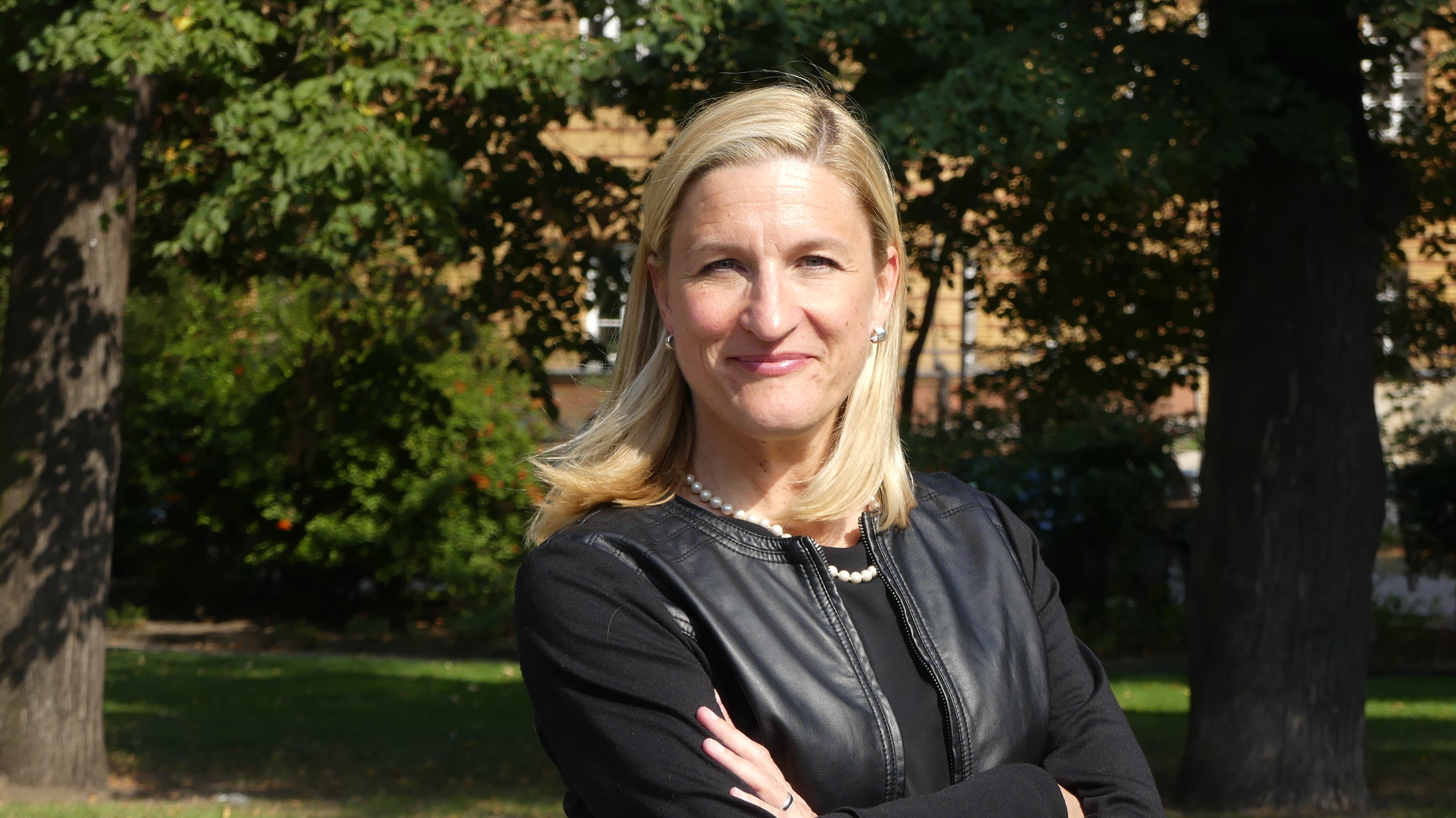
Die Autorin von Salz für die See: Ruta Sepetys (2016 beim Kinder- und Jugendprogramm des 16. Internationalen Literaturfestivals Berlin)

Salz für die See (Originaltitel: Salt to the Sea) ist ein historischer Roman der US-amerikanischen Schriftstellerin Ruta Sepetys und erzählt von der Versenkung der Wilhelm Gustloff während des Zweiten Weltkrieges.
Salz für die See ist Sepetys’ dritter Roman, erschien 2016 in den USA bei Philomel und ebenfalls 2016 in Deutschland in der Übersetzung von Henning Ahrens bei Königskinder. Salz für die See ist in 16 Ländern erschienen und gewann 2017 die Carnegie Medal, wurde von Publishers Weekly als eins der Best Books 2016, von der New York Times als eins der Notable Children´s Books of 2016, vom School Library Journal als eins der Best of 2016-Bücher und vom Wall Street Journal als eins der Best Children´s Books of 2016 ausgezeichnet. Die internationale Presse bezeichnete den Roman unter anderem als »packend« (Neue Zürcher Zeitung), »niederschmetternden literarischen Thriller« und »fesselnd sowohl für Erwachsene, als auch für Jugendliche« (New York Times), »hervorragenden Roman« und »meisterhaft geschrieben« (Wall Street Journal) und »eindringliche Erinnerung an beinahe vergessene Katastrophen und an die Widerstandsfähigkeit des menschlichen Geistes« (The Washington Post).

## Inhalt
Ostpreußen 1945, eine Gruppe von Flüchtlingen unterschiedlicher Herkunft, vom Schicksal mehr oder weniger freiwillig vereint, schlägt sich durch die winterliche, vom Krieg gezeichnete Landschaft in Richtung Gotenhafen. Dort soll ihnen im Rahmen des Unternehmens Hannibal die Flucht per Schiff zum deutschen Festland ermöglicht werden. Bis dorthin ist es jedoch eine beschwerliche und lebensbedrohliche Reise, auf der die Flüchtenden nicht nur von Kälte, Hunger und feindlichen Angriffen geplagt werden. Joana, Florian und Emilia, die sich der flüchtenden Gruppe angeschlossen haben, verbergen Geheimnisse, die nur langsam enthüllt werden.
Die Schar erreicht endlich den Hafen und die Rettung scheint zum Greifen nahe. Doch während die Protagonisten des Romans einen Platz auf der Wilhelm Gustloff ergattern können, bleiben viele andere am Ufer zurück.
Als Joana, Florian und Emilia langsam beginnen, an ein gutes Ende ihrer Flucht zu glauben, geschieht das Unfassbare: Drei sowjetische Torpedos versenken das überfüllte Schiff, das fast ausschließlich Zivilisten transportiert. 9000 Menschen sterben, darunter 5000 Kinder. Nur wenige können sich retten.

## Literarische Gattung und Stil
Salz für die See ist ein Jugendbuch, gleichzeitig aber auch ein historischer Roman. Sepetys beschreibt die auf Tatsachen beruhende Handlung aus der Perspektive vierer Jugendlicher. Die kurzen Erzählepisoden der Protagonisten Joana, Florian, Emilia und Alfred wechseln schnell den Erzähler und enden oft mit Cliffhangern. Sepetys berücksichtigt die verschiedenen Herkunftsorte und sprachlichen Besonderheiten der Figuren. Mit der wirklichkeitsnahen Darstellung der Einzelschicksale und Fluchtumstände kann sie ein authentisches Bild der Flucht durch Ostpreußen zeichnen.

## Figuren

### Hauptfiguren
Joana
Joana, ist eine Krankenschwester, hat braune Locken und stammt aus gutem Hause. Als Litauerin aus Biržai entspricht sie den ethnischen Ansprüchen der Nazis und tritt deshalb die Flucht nach Deutschland an. Um der Gefahr durch die Sowjets in ihrer Heimatstadt zu entkommen, wird sie von ihrer Mutter jedoch zunächst nach Insterburg geschickt. Dort arbeitet sie als Krankenschwester und ihre Strebsamkeit macht sich bezahlt. Für ihre Studien vernachlässigte sie Familie und Freunde. Nun vermisst sie ihre Mutter, die sie in einem Flüchtlingslager in Deutschland zu finden hofft. Über das Schicksal ihres Vaters und ihres Bruders weiß sie nichts. Joana kümmert sich aufopferungsvoll um all die Verletzten, die ihr auf der Flucht begegnen und sorgt für den Zusammenhalt der Gruppe. Ihre Selbstlosigkeit rührt unter anderem aus den Schuldgefühlen, die sie in sich trägt, da sie für die Deportation ihrer Cousine und deren Eltern verantwortlich ist. Durch einen Brief an Lina, in dem Joana sich vor ihrer Flucht vor den Sowjets verabschiedet, geraten Lina und ihre Familie ins Fadenkreuz der Besatzer. Dies erklärt Joanas Zorn auf Florian, der ihr das Leben rettet, als sie versucht Ingrid aus dem vereisten See zu ziehen. Ingrid stirbt und Joana ist wieder diejenige, die überlebt. Auch durch die Hilfe, die sie all den anderen Flüchtenden zukommen lässt, kann sie die Erinnerung an ihre Schuld und die damit verbundenen Gewissensqualen nicht verdrängen.
Florian
Florian stammt aus Tilsit in Ostpreußen. Er ist groß, stark und gutaussehend. Durch sein künstlerisches Talent findet er eine Arbeit bei dem Kunstrestaurateur Dr. Lange in Königsberg. Das Kopieren liegt ihm besonders und befähigt ihn, Dokumente oder Unterschriften zu fälschen. In Dr. Lange, der ihm geistige Verbundenheit vorgaukelt, sieht er einen Ziehvater. Doch als Florian in der Schreibtischschublade des Restaurateurs die ungeöffneten Briefe findet, die er ihm geschickt hat, wird ihm klar, dass er nur ausgenutzt wurde. Als schließlich auch noch sein richtiger Vater als Verräter hingerichtet wird, weil er Karten für die Attentäter gezeichnet hatte, die versuchten Hitler zu erschießen und Florian die Kosten für dessen Exekution tragen soll, sinnt er auf Rache und wendet sich gegen das Nazi-Regime. Dr. Lange war durch den Gauleiter Erich Koch in Besitz des Bernsteinzimmers gekommen. Um Vergeltung an dem Mann zu üben, der ihn hintergangen hat, stiehlt Florian nicht nur den Lageplan und den Schlüssel zu dem Versteck des Kunstschatzes und verbirgt sie in seiner Schuhsohle, sondern nimmt ebenfalls das schönste Stück an sich – einen aus Bernstein gefertigten Schwan. Besorgt, dass der Raub bald entdeckt wird, fürchtet Florian sich vor Verfolgern und versucht sein Geheimnis vor allen zu verbergen. Deshalb ist es ihm auch gar nicht recht, als Emilia ihm folgen will, nachdem er sie vor einem russischen Soldaten gerettet hat, doch sie erinnert ihn an seine kleine Schwester Anni und Florian hat Mitleid mit dem Mädchen. Als sie im Schnee zusammenbricht, bringt er sie zu der Flüchtlingsgruppe zurück, die sie kurz zuvor verlassen hatten und er erkennt, dass es möglicherweise leichter ist, mit anderen unterwegs zu sein, denn er profitiert von der Gemeinschaft. Joana kann Florians entzündete Wunde, die durch einen Schrapnell verursacht wurde, behandeln und sein Fieber sinkt. Doch auf dem linken Ohr bleibt er durch die Explosion taub. Obwohl Florian zunächst Einzelkämpfer ist, liegen ihm die Mitglieder der Gruppe bald am Herzen und vor allem Joana gefällt ihm immer mehr, sodass er bald Vertrauen zu ihr fassen kann. In Gotenhafen angekommen, macht Florian sich geschickt seine Wunde und sein Zeichentalent zunutze, um einen Platz auf der Wilhelm Gustloff zu ergattern und führt dank seiner Menschenkenntnis Alfred, einen deutschen Matrosen, hinters Licht. In der Hoffnung seine Schwester Anni in Dänemark wiederzufinden, sticht er in See.
Emilia
Die 15-jährige Emilia ist Tochter eines Mathematikprofessors aus Lwów in Polen. Sie hat ein enges Verhältnis zu ihren Eltern. Insbesondere zu ihrer Mutter, die jedoch während der Geburt ihres zweiten Kindes stirbt. Emilias Vater ist untröstlich, als er sie auf den Hof einer befreundeten Familie nahe Nemmersdorf schicken muss, da er hofft, dass sie dort vor dem Krieg sicher ist. Er bleibt zurück und es ist anzunehmen, dass es als polnischer Intellektueller von den Nazis ermordet wurde. Doch auf dem Hof der Kleists wird Emilia von den Auswirkungen des Krieges eingeholt. Als russische Soldaten Else, die Tochter der Familie, vergewaltigen wollen, opfert Frau Kleist das polnische Mädchen, das ihr eher eine Last ist. Emilia wird von den Männern in einen Keller gezogen und dort missbraucht. Durch den Vorfall beschämt, versucht sie ihre daraus entstandene Schwangerschaft zu verbergen. Um das Trauma dieses Ereignisses zu bewältigen, erfindet sie eine Geschichte, die sie den anderen erzählt, als ihre Schwangerschaft entdeckt wird. August, der Sohn der Kleists, soll der Vater ihres ungeborenen Kindes sein. Manchmal glaubt sie sogar selbst daran und träumt davon, mit ihm Wagenräder auf dem Kamin zu befestigen, damit die Störche sich ein Nest bauen könnten. Sie liebt die Vögel, denn sie erinnern Emilia an ihre Heimat und die glücklichen Tage, die sie dort mit ihren jüdischen Freundinnen Helena und Rachel verbracht hat. Beide wurden deportiert. Emilia schlägt sich zunächst alleine durch die Winterlandschaft Ostpreußens, bis Florian sie vor einen russischen Soldaten rettet, der sich an ihr vergehen will. Ihr Beschützer erinnert sie an die Figur eines Ritters einer polnischen Geschichte. Um sich für ihre Rettung zu revanchieren und um endlich nicht mehr alleine zu sein, folgt Emilia ihm und erschießt einen Soldaten, der hinter Florian mit gezogener Waffe aus einem Gebüsch springt. Mithilfe der Flüchtlingsgruppe kann Emilia auf einem Wagen sitzend den Hafen erreichen, denn durch die Schwangerschaft kann sie nur wenig laufen. Um trotz ihrer polnischen Herkunft einen Platz an Bord des Schiffes zu erhalten, benutzt sie den Ausweis einer umgekommenen Lettin, mit der sie zumindest die blonden Haare gemeinsam hat und ihr gebrochenes Deutsch erklären kann. Die rosa Mütze, die sie nie absetzt, tief ins Gesicht gezogen, kommt sie an der Kontrolle vorbei. An Bord des Schiffes entbindet Emilia mit Joanas Hilfe. Zunächst kann sie keine Verbindung zu dem ungewollten Kind aufbauen, doch Florian zeigt Emilia, wie viel von ihr in ihrer Tochter steckt. Daraufhin entscheidet Emilia sich ihr Neugeborenes Halinka zu nennen, nach dem Spitznamen ihrer Mutter. Als die Wilhelm Gustloff sinkt, opfert Emilia sich für den kleinen Jungen, der die Gruppe begleitet hat, indem sie ihm den letzten Platz im Rettungsboot überlässt, ihr bleibt nur noch ein Floß, mit dem sie auf dem Meer dahintreibt.
Alfred
Der 17-jährige Alfred aus Heidelberg ist in Gotenhafen stationiert. In Gedanken formuliert er Briefe an seine Jugendliebe Hannelore, in denen er sich als erfolgreicher heroischer Soldat darstellt und sich ausmalt, wie sie seine Rückkehr erwartet. Alfred denkt sich in eine Traumwelt, mit der er seine Minderwertigkeitsgefühle kompensiert und Hannelores Tatsächliches Schicksal verdrängt, denn diese wurde als Jüdin vor seinen Augen von deutschen Soldaten festgenommen und deportiert. Entgegen seinem Selbstbild – Alfred hält sich für einen Philosophen – erfährt er keine Anerkennung durch andere. Als Kind wurde er viel gehänselt und auch jetzt wird er von anderen Soldaten und Vorgesetzten schikaniert. Alfred war zu schwächlich, um Teil der Hitlerjugend zu werden und sein nervöses Gemüt beschert ihm im Chaos der kriegerischen Situation einen juckenden Hautausschlag. In der Hoffnung es trotzdem irgendwann allen beweisen zu können, folgt er blind dem nationalsozialistischen System und lässt sich von Florian hinters Licht führen, der ihm eine Medaille verspricht, wenn Alfred sein Geheimnis hütet und ihn an Bord des Schiffes bringt. Florian gegenüber gesteht er ein, manchmal Mitleid mit den „Minderwertigen“ zu haben und sich dafür schuldig zu fühlen. Alfred hat ein Faible für Schmetterlinge, von denen er einige in seinem Jugendzimmer an die Wand hinter seinem Schrank gepinnt hat. Als seine Mutter, die sich um ihn sorgt, ihre Verwunderung über den Fund der Schmetterlinge ausdrückt, antwortet er harsch, sie solle sein Zimmer nicht mehr betreten. Auf der Suche nach weiblicher Zuneigung, möchte er Joana einen kristallenen Schmetterling schenken und bespannt die im unteren Teil des Schiffes untergebrachten Hilfsschwestern, wird aber von keiner der Damen wirklich ernst genommen. Alfred ist ein soziopathischer Einzelgänger, der durch seine Träumereien nicht mehr in der Lage ist, seine Umwelt richtig einzuschätzen.

### Nebenfiguren
Heinz
Heinz ist Schuster und weil er viel und schwärmerisch über Schuhe spricht, wird er von den anderen nur der „shoe poet“ genannt. Anhand der Schuhe, die ein Mensch trägt, kann er viele Rückschlüsse ziehen und die Geheimnisse seiner Begleiter erahnen. Er hat seine Frau verloren, mit der er 45 Jahre verheiratet war. Doch er findet in dem kleinen Jungen, der die Flüchtlinge begleitet, eine neue Familie und fühlt sich schnell verantwortlich für das Kind.
Klaus
Der sechsjährige Klaus wird von allen nur als kleiner Streuner bezeichnet, denn er stößt alleine zu der Gruppe der Fliehenden, seinen Namen und eine Adresse in Berlin an seine Jacke gepinnt. Er war mit seiner Oma unterwegs, diese ist jedoch in der Kälte erfroren. Er erzählt Jona, sie sei nicht mehr aufgewacht. Trost findet er bei dem shoe poet und in einem einohrigen Plüschhasen, den er unterwegs findet, und von da an immer mit sich herumträgt.
Eva
Eva ist eine riesige Frau, die aussieht, wie eine Wikingerin. Ihre direkte Art versucht sie zu entschärfen, indem sie sich immer entschuldigt, bevor sie etwas sagt. Trotzdem ist sie wenig verständnisvoll oder empathisch. Da sie vor allem auf ihr eigenes Wohl bedacht ist, zeigt sie sich verärgert über das Eintreffen von Emilia und Florian. Denn wer in Begleitung von Feinden oder Deserteuren erwischt wird, läuft Gefahr, ebenfalls erschossen zu werden. Eva ist alleine unterwegs, denn ihr Mann, der eigentlich bereits zu alt für eine Rekrutierung war, wurde für den Volkssturm eingezogen. Sie hat einen Karren mit ihren Habseligkeiten dabei, für den sie ihr Ticket für das Schiff aufs Spiel setzt. Vielleicht war dies Evas Rettung, denn dadurch wird ihr ein Platz auf der Hansa zugewiesen.
Ingrid
Ingrid, das blinde Mädchen, war mit ihrer Tante unterwegs, hat diese jedoch im Getümmel an einem Bahnhof verloren und ist seit dem auf sich alleine gestellt. Sie sorgt sich, dass sie am Kontrollposten wegen ihrer Blindheit als minderwertig eingestuft und interniert wird. Doch durch eine List macht sie dem Soldaten weiß, dass sie durch eine Bombe an den Augen verwundet wurde, ihre Sehkraft sich aber langsam wieder einstelle. Obwohl Ingrid nichts sieht, kann sie durch den Tonfall, den Geruch oder die Bewegungen einer Person Rückschlüsse auf deren Äußeres ziehen. Durch ihren geschärften Gehör- und Geruchssinn, hört sie nahende Flieger immer als erste. Als sie ihre Fähigkeiten für die Gruppe dazu nutzen will, die Stabilität des Eisfeldes zu testen, ertrinkt sie, denn russische Flieger bombardieren den zugefrorenen See und sie bricht durchs Eis.

## Literarische Kritik
- “Heartbreaking, historical, and a little bit hopeful.” — The Kirkus Review, 3. November 2015[11] (Herzzerreißend, historisch und mit ein bißchen Hoffnung)
- “Artfully told and sensitively crafted, Sepetys’s exploration of this little-known piece of history will leave readers weeping.”— School Library Journal, Kiera Parrott, 29. Dezember 2015[12]. (Kunstvoll erzählt und gefühlvoll gestaltet, so dass Sepetys' Erforschung dieses wenig bekannten geschichtlichen Details weinende Leser hinterlassen wird.)
- “Superlative…masterfully crafted…[a] powerful work of historical fiction.”— The Wall Street Journal, Meghan Cox Gurdon, 29. Januar 2016[13] (Bestleistung . . .  meisterhaft gestaltet . . . ein Meisterwerk geschichtlicher Prosa)
- “[Sepetys is] a master of YA fiction… Even though […] she leans too heavily on the clipped, overheated narrative voice that’s de rigueur in contemporary YA—she once again anchors a panoramic view of epic tragedy in perspectives that feel deeply textured and immediate.”— Entertainment Weekly, Stephan Lee, 8. Februar 2016[14] (Sepetys ist ein Meister der Literatur für Junge Erwachsene . . . auch wenn sie zu sehr eine fragmentierte, überdramatische Erzählweise verwendet die heute für Junge-Erwachsene-Literatur Zwang zu sein scheint – es gelingt ihr wieder, ein Rundumgemälde epischer Tragik in Blickwinkel umzusetzen, die sich direkt und tief strukturiert anfühlen.)
- “And once again, Ruta Sepetys acts as champion of the interstitial people so often ignored — whole populations lost in the cracks of history.”— New York Times Book Review, M. T. Anderson, 12. Februar 2016[15] (Und wieder handelt Ruta Sepetys als Meisterin der Menschen im Mahlwerk der Geschichte die so oft ignoriert werden – ganze Bevölkerungen die im Gitterwerk der Geschichte verschwinden.)
- “Sepetys excels in shining light on lost chapters of history, and this visceral novel proves a memorable testament to strength and resilience in the face of war and cruelty.” — Publishers Weekly, Steven Malk, Februar 2016[16] (Sepetys ragt heraus, indem sie Licht auf verlorene Kapitel der Geschichte wirft und dieser Roman tief aus dem Innersten des Leibes erweist sich als dauerhaftes Vermächtnis für Stärke und Widerstandskraft angesichts von Krieg und Grausamkeit.)
- "Ruta Sepetys’s riveting novel Salt to the Sea is a haunting reminder of an almost-forgotten disaster and the resilience of the human spirit."— The Washington Post, Mary Quattlebaum, 7. März 2016[17]. (Ruta Sepetys' packender Roman Salz für das Meer ist ein gespentisches Mahnstück an eine fast vergessene Katastrophe und an die Widerstandskraft des menschlichen Geistes.)
- "This haunting gem of a novel begs to be remembered."—Booklist, Maggie Reagan[18] (Dieses gespenstische Juwel von Roman darf man nicht vergessen.)

### Hörbuch
Gleichzeitig mit der Veröffentlichung des Buches erschien 2016 eine Hörbuchfassung bei der amerikanischen Listening Library  eine Hörbuchfassung des Buches, die von Jorjeana Marie, Will Damron, Cassandra Morris und Michael Crouch gelesen wurde.

## Öffentliche Buchpräsentationen
Das Buch wurde beim Kinder- und Jugendprogramm des 16. Internationalen Literaturfestivals Berlin im September 2016 als  Deutschlandpremiere in Anwesenheit der Schriftstellerin vorgestellt.